# シュリンプクレオール
シュリンプクレオール(Shrimp creole)は、ルイジアナ州のクレオール料理の1つであり、エビ、トマトにタマネギ、セロリ、ピーマンの聖なる三位一体をチリソースやカイエンペッパー等のスパイスで味付けし、白飯のうえにかけて提供する。エビは野菜と一緒に調理するか、あるいは別に調理して最後に加える。他の「クレオール」料理では、エビの代わりに他の肉や魚介を用いたり、または肉類を使わないこともある。
クレオールはガンボとジャンバラヤの特長を兼ね備えたものである。一般的にガンボよりも濃厚でスパイシーであり、ジャンバラヤのように米と一緒に調理するのではなく、飯を別に準備し、上にかけるタイプである。またクレオールには出汁やルーを用いず、代わりに好みの濃度になるまで煮込む。タマネギ、セロリ、ピーマンという基本的な材料は別として、クレオールは自由で即興的な料理であり、入手可能な材料も含め、基本的なレシピも変わる。